# De stille wachtzaal
De stille wachtzaal is een stripverhaal uit de reeks van Suske en Wiske. 
Het verhaal werd in 1980 uitgegeven en is als album niet uitgekomen in de reguliere Vierkleurenreeks. Het verscheen in 2024 in de reeks Suske en Wiske in het kort onder het volgnummer 58.

## Locaties
- ziekenhuis

## Personages
- Wiske, Schanulleke, Lambik, arts, patiënten

## Het verhaal
Schanulleke is ziek en Lambik neemt Wiske en het poppetje mee naar het ziekenhuis. Daar begint Schanulleke tegen het been van Lambik te schoppen en de arts vraagt of het niet wat stiller kan. Lambik legt uit dat Schanulleke niet goed tegen wachten kan, ze verveelt zich. De arts geeft dan wat strips om de tijd te doden. Als hij de volgende patiënt wil halen, zit iedereen verdiept in de strips in de wachtzaal.